# Sektion Wiesbaden des Deutschen Alpenvereins
Die Sektion Wiesbaden des Deutschen Alpenvereins (kurz DAV-Sektion Wiesbaden) ist mit 6.051 Mitgliedern (Stand: 31. Dezember 2024) eine der größeren Sektionen des Deutschen Alpenvereins und der größte Sportverein Wiesbadens.

## Sektionsgeschichte

### Schwieriger Beginn
Zu Beginn des Jahres 1882 kam durch einige begeisterte Freunde der Alpen der Gedanke zur Gründung einer Sektion Wiesbaden des Deutschen und Österreichischen Alpenvereins (DuÖAV) auf.
Am 28. März 1882 trafen sich, nur dreizehn Jahre nach der Gründung des DuÖAV in München, in Wiesbaden sieben Herren und „konstituierten sich in einstimmigem Beschluß als Sektion Wiesbaden“. Zum Vorsitzenden wählten sie den Polizeidirektor Hugo Karl Klemens von Strauß und Torney.
Die ersten Jahre der neuen Sektion verliefen schwierig. Die Vorsitzenden wechselten rasch und die finanziellen Mittel waren knapp. Zudem wurde das jeweils für einen Hüttenbau gesammelte Geld 1882 und 1885 für Opfer von Unwetterkatastrophen in den Alpen gespendet.

### Bau der Wiesbadener Hütte
Nach mehreren halbherzigen Versuchen, in den Alpen ein Arbeitsgebiet zu finden – z. B. bei Hintertux im Zillertal –, wurden die Hüttenpläne 1891 konkret: Der neue Vorsitzende Ludwig Kaiser brachte frischen Wind ins Sektionsleben und intensivierte die Suche nach einem geeigneten Platz für eine eigene Hütte, da er dies als unabdingbar für Bestand und Wachstum der Sektion ansah.

Einweihung im August 1896

Mehrere Mitglieder hatten das Gebiet der Silvretta durchstreift und 1893 beschloss die Generalversammlung, die Wiesbadener Hütte im
oberen Vermunt am Fuße des Piz Buins zu bauen. Die Sektionsmitglieder zeichneten dafür eine unverzinsliche Anleihe von 7.500 Mark. Nach der Vertragsschließung mit der damals eigenständigen Gemeinde Ardez im Unterengadin als Grundeigentümer und dem Posthalter und Gastwirt J. M. Mattle aus Galtür als Generalunternehmer wurde nach Plänen des Sektionsmitgliedes Regierungsbaumeister Haeuser die Hütte errichtet.
Am 21. August 1896 wurde die Wiesbadener Hütte – ein Wirtschaftsraum und drei Zimmer mit zusammen 16 Betten – eingeweiht. Zur Einweihung fanden sich rund 85 Menschen ein, die auf das Wohl der neuen Hütte 100 Flaschen Rheinwein leerten.

### Ära Veesenmeyer

Wiesbadener Hütte mit Piz Buin & Schattenspitze
im Jahr 1896

Nachdem Ludwig Kaiser beruflich nach Kassel versetzt worden war, wählte die Sektion 1901 den evangelischen Pfarrer Emil Veesenmeyer zum neuen Vorsitzenden – er blieb es bis 1924. In sein erstes Amtsjahr fiel die Ausrichtung der Generalversammlung des DuÖAV vom 4. bis 9. September 1901. 100 deutsche und 29 österreichische Sektionen kamen nach Wiesbaden, 914 Festbesucher erlebten eine Festvorstellung im Theater, die Hauptversammlung im Kurhaus sowie als krönenden Abschluss eine Rheinfahrt mit Festakt am Niederwalddenkmal.
Im gleichen Jahr wurde eine Erweiterung der Wiesbadener Hütte geplant, der im August 1903 eingeweiht werden konnte. In der alten Hütte blieben der Wirtschafter und die Bergführer, im Neubau entstanden zwölf Zweibettzimmer und ein großes Matratzenlager für insgesamt 37 „Turisten“, „so dass nun die Hütte für absehbare Zeit allen Ansprüchen genügt und … in Einrichtung und Bewirtschaftung mustergültig geworden ist“.

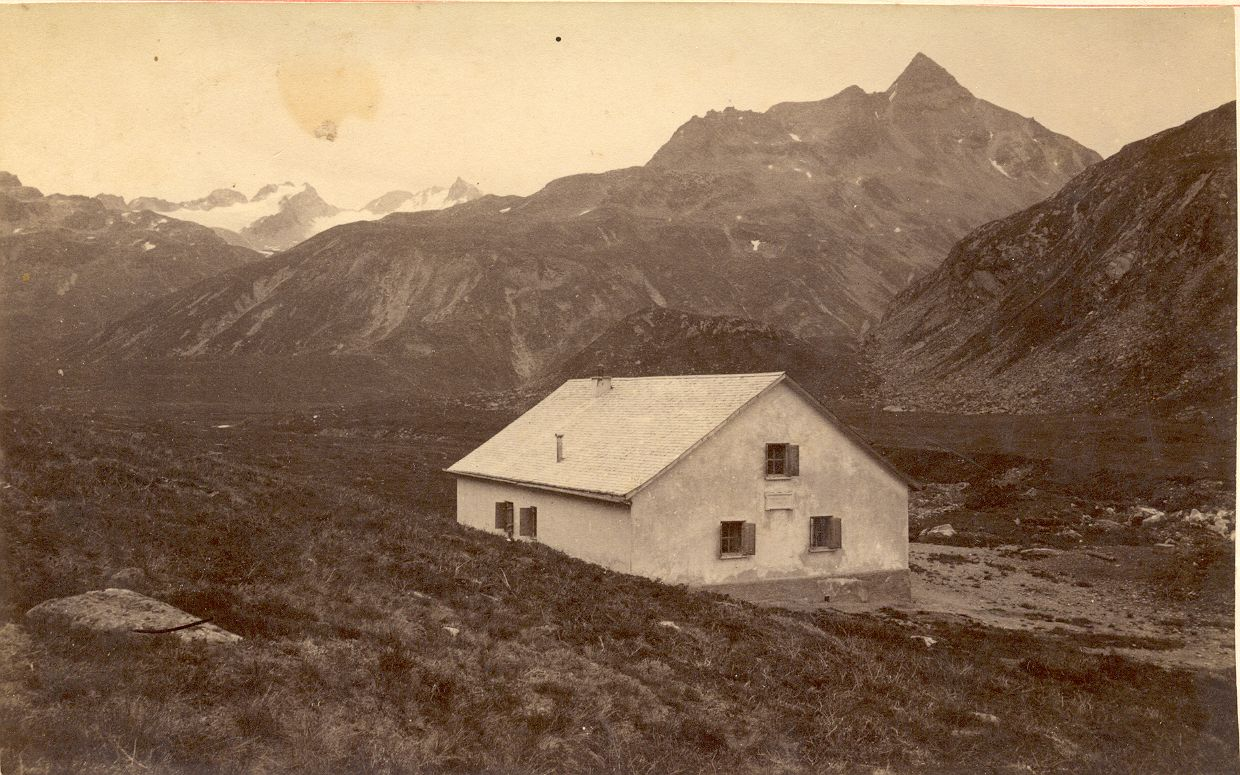
Madlenerhaus im Jahr 1906

Die gute wirtschaftliche Entwicklung und steigende Mitgliederzahlen sorgten dafür, dass es der Sektion wirtschaftlich immer besser ging und der Vorstand nach neuen Betätigungsfeldern suchte. Fündig wurde er im direkten Umfeld der Wiesbadener Hütte. Die Sektion Vorarlberg sah sich finanziell nicht in der Lage, einen notwendigen Umbau des Madlenerhauses zu stemmen. Nach zunächst geheimen, dann offenen Verhandlungen konnte die Sektion Wiesbaden am 19. Juli 1906 für 2000 Mark das Haus übernehmen – verbunden mit der Verpflichtung, dieses auszubauen und den Namen beizubehalten.
Der Umbau, für den die Sektion 20.000 Mark zinslose Anleihe bei ihren Mitgliedern aufnahm, gestaltete sich teilweise schwierig. 1908 wurde das neue Dach von einem Föhnsturm abgerissen und 40 Meter weit weggeschleudert. Der Umbau konnte trotzdem am 12. Juni 1909 eingeweiht werden. Acht Zweibettzimmer und ein 14er-Lager entstanden neu, die alte Hütte wurde nach dem Vorbild der Wiesbadener Hütte zu Gast- und Wirtschaftsräumen umgebaut.

### Erster Weltkrieg und Wiederaufbau
In den Alpen hatte das Zeitalter des Wintertourismus begonnen. 1911 gründete sich in der Sektion eine Schneeschuhabteilung. Auch finanziell ging es der Sektion weiter gut. Schon Anfang 1914 waren alle Schulden des Umbaus der Wiesbadener Hütte abgetragen. Doch der Ausbruch des Ersten Weltkriegs setzte der Expansion der Sektion ein Ende.
In den kommenden vier Jahren waren zahlreiche Sektionsmitglieder an der Front, 17 davon verloren ihr Leben. Die Hütten lagen im mittelbaren Kriegsgebiet, konnten deshalb nicht besucht werden – und brachten natürlich auch keine Einnahmen. Das Sektionsleben kam fast völlig zum Erliegen. Die Hauptversammlung 1918 musste auf das nächste Frühjahr verschoben werden, da sich kein beheizbares Lokal fand.
Bei Kriegsende waren die beiden Hütten fast völlig ausgeplündert, ein Koffer mit Wäsche und einige zum Einfärben angelieferte Decken waren das Einzige, was der Sektion von der Inneneinrichtung blieb.
1920 begann der Wiederaufbau der Hütten, doch erst ab Sommer 1923 konnte wieder von einem geordneten Betrieb gesprochen werden. Die Zahl der Bergtouristen nahm ständig zu, vor allem auch im Winter. Die Sektion wies 1924 beide Pächter an, die Hütten auch im Winter zu bewirtschaften.

### Weimarer Republik und Nationalsozialismus
Die politisch unruhigen Zeiten der Weimarer Republik waren im Sektionsleben kaum zu spüren, erfassten aber den Hauptverein. Sie fanden ihren Höhepunkt in der Affäre um den Ausschluss der Sektion Donauland, in der sich hauptsächlich jüdische Alpinisten zusammengeschlossen hatten. In einer außerordentlichen Hauptversammlung stimmte 1924 eine große Mehrheit der Sektionen für den Ausschluss – auch Wiesbaden. Daraufhin verließen Anfang 1925 alle 14 jüdischen Mitglieder geschlossen die Wiesbadener Sektion.
Die großen Besucherzahlen machten weitere Umbauten der Hütten erforderlich. Die Wiesbadener Hütte wurde 1925 und 1926 nach zwei Richtungen erweitert und bot danach 80 Schlafplätze, bei allerdings sehr beengten Verhältnissen im Gastraum. Das Madlenerhaus wurde durch 24 zusätzliche Lager im Dach erweitert und hatte Ende der 1920er-Jahre 55 Schlafplätze. Auch der technische Fortschritt hielt Einzug. In beide Häuser wurde eine „Frischluft-Ventilationsheizungsanlage, System Etna“ eingebaut – die in der Wiesbadener Hütte bis Anfang der 1980er-Jahre mehr oder weniger erfolgreich im Einsatz war. Auch elektrische Lichtanlagen wurden eingebaut. Das Madlenerhaus bezog seinen Strom vom Netz der Vorarlberger Illwerke, die Wiesbadener Hütte wurde aus riesigen Akkumulatoren versorgt.
1932 konnte die Sektion ihr 50-jähriges Bestehen feiern. Die Zahl der Mitglieder betrug rund 550. Doch nur ein Jahr später begann mit der
Machtergreifung der Nationalsozialisten eine Zeit gravierender Umwälzungen. Alle Vereine wurden „gleichgeschaltet“ und mussten das „Führerprinzip“ umsetzen. Am 24. Juli 1933 wählten die Mitglieder den langjährigen Schriftführer August Claas „einstimmig zum Führer“ der Sektion Wiesbaden.
Probleme gab es nun mit den Hütten. Die von Nazi-Deutschland gegen Österreich verhängte „1000-Mark-Sperre“ (diesen Betrag musste jeder entrichten, der die Grenze nach Österreich überschritt), machte den Besuch der beiden Hütten praktisch unmöglich. Das Ende der Sperre mit dem Anschluss Österreichs an das Deutsche Reich führte dann 1938 zu einer Besuchswelle, die mit dem Beginn des Zweiten Weltkriegs aber ein Ende fand. Die Hütten wurden der Sektion entzogen und von Grenztruppen besetzt.
Der Zweite Weltkrieg legte das Sektionsleben fast völlig lahm. Mit dem Bombenangriff auf Wiesbaden am späten Abend des 2. Februar 1945 verlor die Sektion zudem ihre Heimat in der Webergasse – und damit auch fast alle Akten, Aufzeichnungen und Bücher.

### Wiederaufbau und neues Hütten-Abenteuer
Nach dem Zusammenbruch des Deutschen Reiches 1945 wurden alle Vereine von den Alliierten aufgelöst, auch die Alpenvereins-Sektion Wiesbaden. Doch schon bald gelang es dem ehemaligen Vorsitzenden Rudolf Gutmann, die Amerikaner davon zu überzeugen, dass der „Alpenverein Wiesbaden“ (das Wort ‚deutsch‘ wurde weggelassen) keine Verbindung zu den Nationalsozialisten hatte. Am 12. August 1946 entstand die Sektion neu. Die nächste Mitgliederversammlung konnte aber erst am 12. Oktober 1949 stattfinden. Da Rudolf Gutmann kurz zuvor gestorben war, wählten die Mitglieder Friedrich Heineck zu ihrem neuen Vorsitzenden.

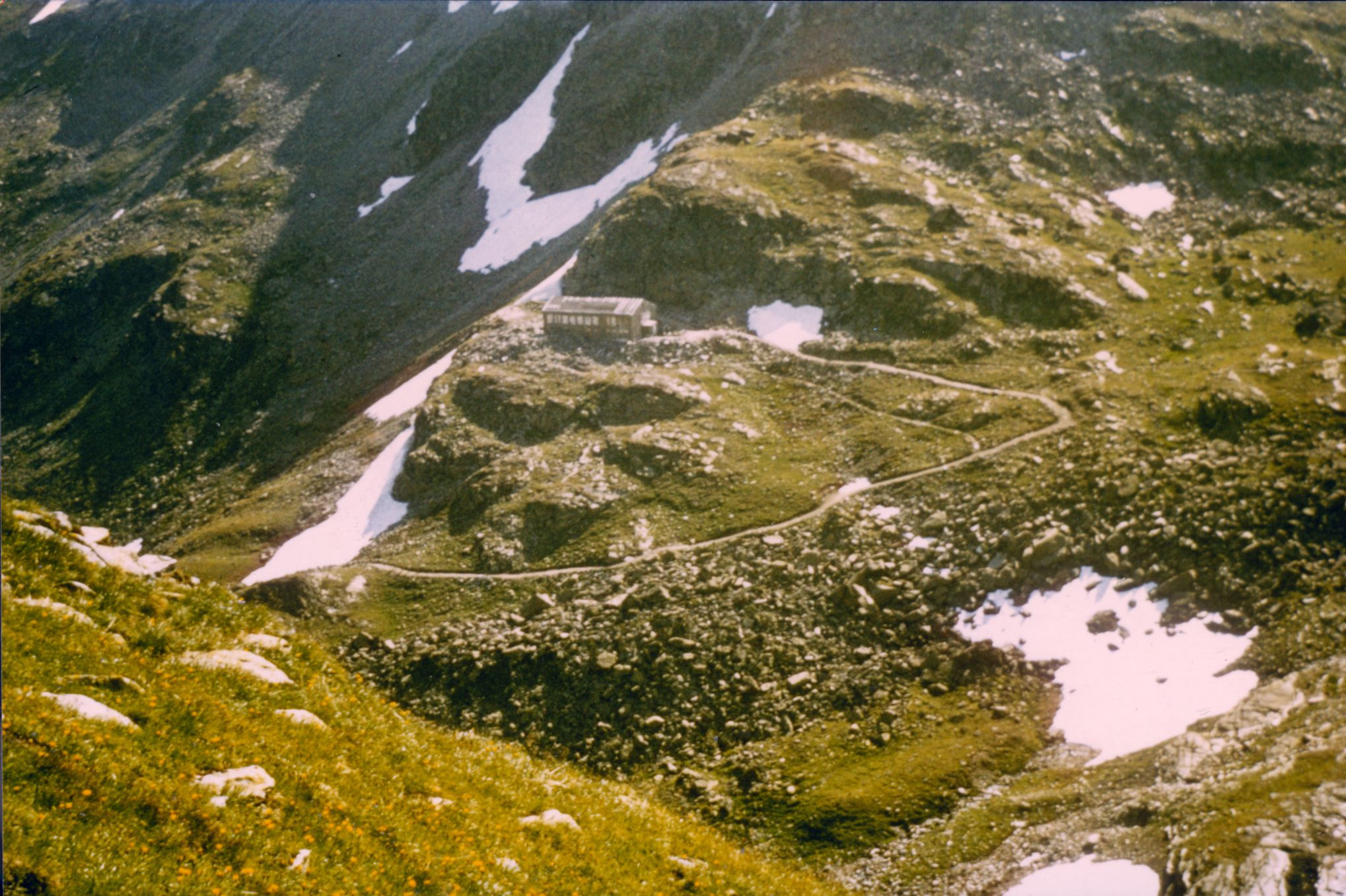
Klostertal 1974

Das Vereinsleben nahm wieder Fahrt auf und die Zahl der Mitglieder stieg rasch an, 1949 gründete sich eine Klettergruppe. Die Sektion war aber weiter ohne eigene Hütten, denn diese standen unter österreichischer Treuhandverwaltung. 1951 konnte dann die Wiesbadener Hütte wiedereröffnen, 1952 das Madlenerhaus. Die Sektion Wiesbaden war am Betrieb finanziell und arbeitsmäßig beteiligt, erhielt die Hütten aber erst 1956 wieder in
ihren Besitz.
Die Zahl der Besucher auf den Hütten stieg ständig und erreichte 1962 mit 17.000 Übernachtungsgästen auf der Wiesbadener Hütte ihren vorläufigen Höhepunkt. 1964 beschloss die Sektion den Bau einer dritten Hütte – im Klostertal, in unmittelbarer Umgebung der beiden ersten. Das Vorhaben wurde zum Gegenstand heftiger Auseinandersetzungen – sogar der Verkauf des Madlenerhauses wurde vorgeschlagen – und endete in einem finanziellen Desaster. Die Sektion verkaufte schließlich den Rohbau an die Sektion Stuttgart. Der Weiterbau wurde aber von Umweltschützern erfolgreich
bekämpft, sodass die Hauptversammlung des DAV 1983 den Abriss beschloss. Schließlich wurde das Haus 1993 als Selbstversorgerhütte und Stützpunkt für die Bergrettung fertiggestellt und als Klostertaler Umwelthütte eröffnet.

### Weitere Entwicklung
1964 war die Sektion Wiesbaden zum zweiten Mal Gastgeber der Hauptversammlung des Deutschen Alpenvereins (DAV). Hunderte Delegierte diskutierten zwei Tage lang im Kurhaus. Im gleichen Jahr verlor die Sektion ihre Schneeschuhabteilung. Diese hatte sich bereits 1952 unter dem Namen „Skizunft“ neu organisiert und machte sich nun mit dem gleichen Namen selbstständig.
In den folgenden Jahren blieben die beiden Hütten ein großes Aufgabenfeld. 1974 zerstörte ein Sturm den Schlaftrakt des Madlenerhauses. Dieser musste komplett abgerissen und neu aufgebaut werden – die Arbeit eines Sommers, wobei der Vorsitzende der Sektion, Rudolf Berndsen, die Bauleitung persönlich übernehmen musste, weil der Architekt davonlief.
Die Wiesbadener Hütte wurde ab 1977 umfangreich saniert – ein neuer Schlaftrakt wurde angebaut, der Mitteltrakt wurde umgebaut und eine Kläranlage errichtet. Schließlich wurde die Hütte durch eine sieben Kilometer lange Erdleitung noch an das Stromnetz angeschlossen – der alte Dieselgenerator hatte ausgedient.
1990 konnte Herr Pfarrer Rohr aufgrund einer Erbschaft und mit tatkräftiger Hilfe auch der örtlichen Pfarrer und Gemeinden den Bau einer Kapelle an der Wiesbadener Hütte ermöglichen; sie wurde dem Heiligen Michael geweiht und erhielt 1993 auch eine Glocke.
Im Zuge der 125-Jahr-Feier wurden 2007 Wünsche bezüglich einiger Neuerungen geäußert. In der Folge wurden mehrere neue Gruppen gegründet, darunter die Mountainbikegruppe, eine Neuauflage der Familiengruppe und die Gruppe „Hoch hinaus – Klettern mit Handicap“. Das Kurs- und Tourenprogramm wurde deutlich ausgeweitet. 2010 ging die Homepage der Sektion online, 2012 zog die Geschäftsstelle von der Philippsbergstraße in die Holzstraße um.

### Verkauf des Madlenerhauses
Im Winter 2001 zerstörte ein Großbrand das Madlenerhaus fast völlig. Der Wiederaufbau erwies sich als sehr zeit- und kostenaufwendig, rund 1,4 Millionen Euro wurden investiert. Doch schon am 12. Juli 2003 konnte die Wiedereröffnung mit einer Bergmesse des nun noch besser ausgestatteten Hauses gefeiert werden, zu der zahlreiche Mitglieder – teilweise sogar zu Fuß – gekommen waren. Allerdings brachte das die Sektion in finanzielle Schwierigkeiten, zumal wegen neuer gesetzlicher Regelungen der Neubau einer Kläranlage der Wiesbadener Hütte nötig wurde. Als die Vorarlberger Illwerke AG den Bau eines Pumpspeicherwerks am Silvretta-Stausee in unmittelbarer Umgebung des Madlenerhauses ankündigte, war klar, dass es jahrelang inmitten einer Großbaustelle liegen und damit unattraktiv werden würde. In der Sektion entbrannte eine sehr emotionale Diskussion um den möglichen Verkauf. Auf einer außerordentlichen Mitgliederversammlung am 16. August 2012 wurde schließlich beschlossen, das Haus zu verkaufen.
In diesem Zusammenhang gab es auch Veränderungen im Vorstand. Der langjährige Vorsitzende Michael Sauter trat zurück, sein Nachfolger Franz Farnschläder blieb nur ein halbes Jahr im Amt und wurde bereits im November 2012 von Uwe Goerttler abgelöst.
Neben der Abwicklung des Madlenerhaus-Verkaufs war der Bau der neuen Kläranlage eine der wichtigsten Aufgaben des neuen Vorstands. 2016 war die Anlage nicht nur fertig, sie war für die Sektion auch deutlich billiger geworden als zuvor angenommen.

## Vereins- und Kletter-Zentrum
Die in jüngerer Zeit bessere finanzielle Lage und ständig wachsende Mitgliederzahl – 2018 stieg sie erstmals über 5000 – führten dazu, dass die Sektion ihre Bemühungen intensivierte, ein eigenes Domizil zu erwerben. Dies konnte gegen Ende des Jahres 2020 mit dem Kauf der St.-Johannes-Kirche in Wiesbaden-Rambach realisiert werden, wo am 27. Dezember der Profanierungs- und Übergabe-Gottesdienst stattfand, zu dem auch drei Alphorn-Bläser gekommen waren. Das Gebäude wird umgebaut, jedoch ein Ort der Begegnung bleiben, denn schließlich stehe auch der Alpenverein für Gemeinschaft, Jugendarbeit und Bewahrung der Schöpfung, wie Pfarrer Frank Schindling ausführte.

## Jugendarbeit
Zur Sektion Wiesbaden gehört auch die Jugend des Deutschen Alpenvereins in Wiesbaden (jDAV Sektion Wiesbaden). Sie ist eine eigene Mitgliedergruppe, zu der alle Mitglieder der DAV Sektion Wiesbaden gehören, welche unter 27 Jahre alt sind. In der Sektion Wiesbaden gibt es zurzeit ca. 20 aktive Jugendleiter.

## Hütten der Sektion

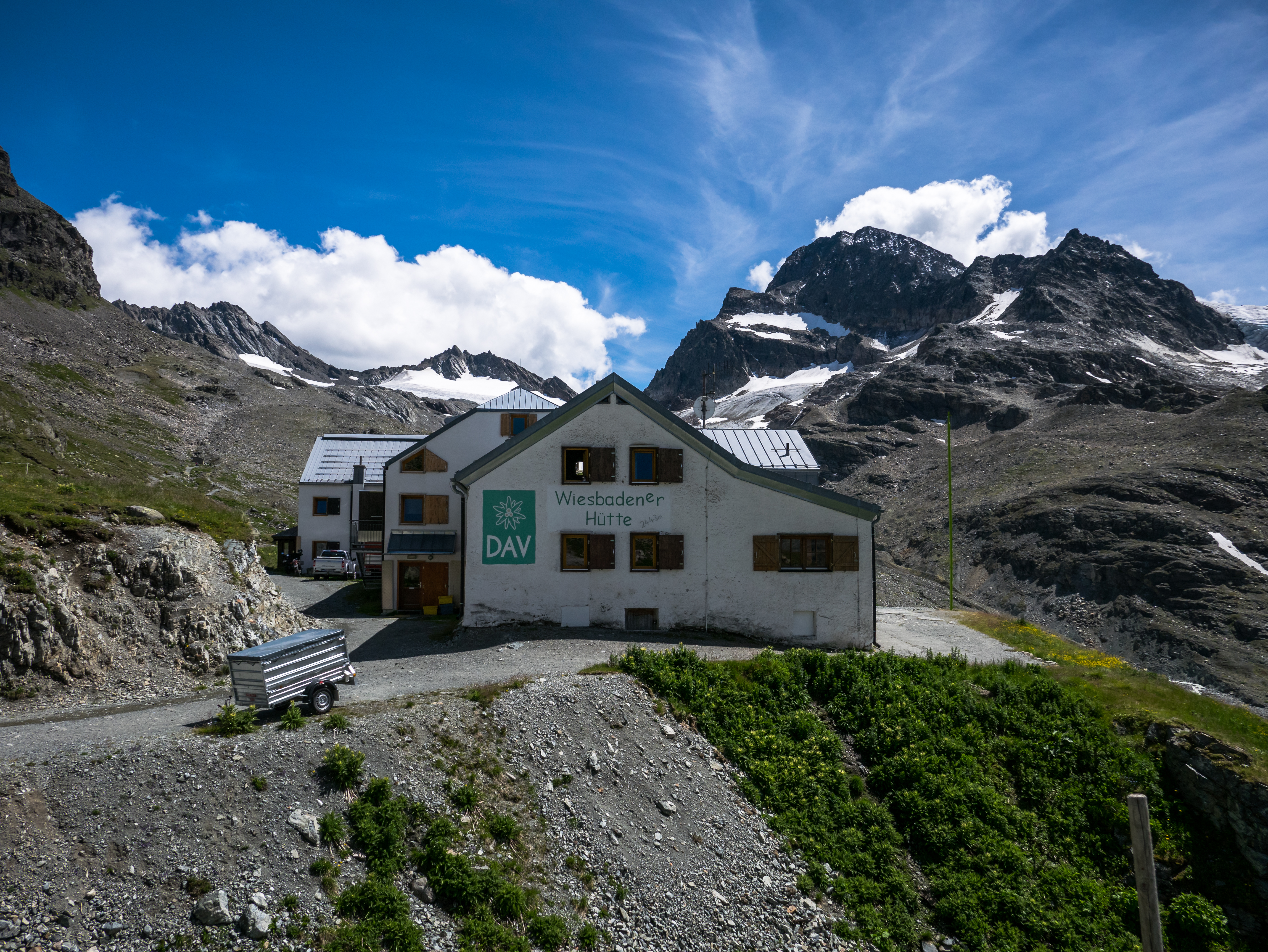
Wiesbadener Hütte 2017

- Wiesbadener Hütte (Silvretta)

### Ehemalige Hütten
- Klostertaler Umwelthütte (Silvretta), (heutiger Besitzer: Deutscher Alpenverein)
- Madlenerhaus (Silvretta), (heutiger Besitzer: illwerke vkw)

## Bilder aus dem Sektionsbereich

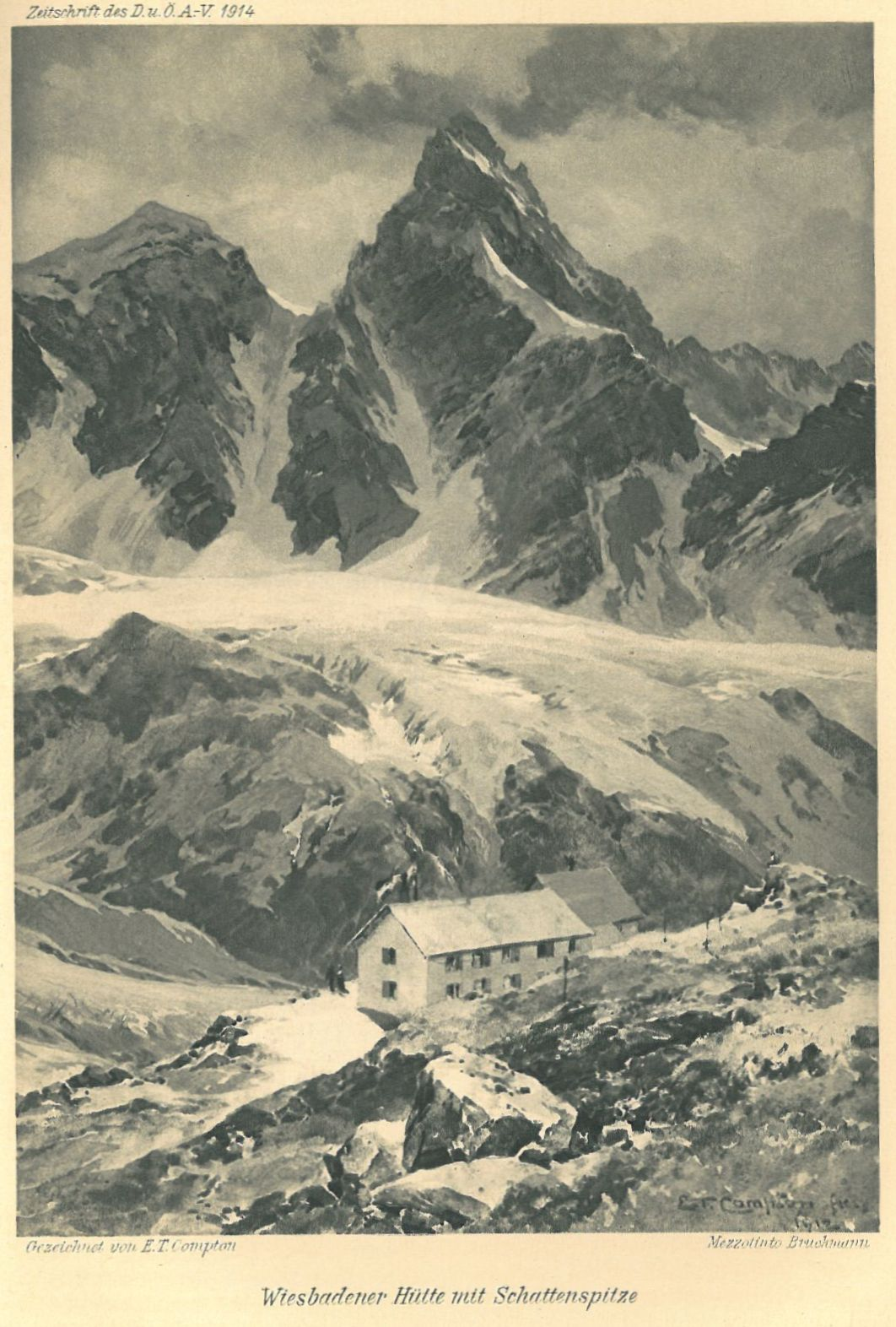
Schattenspitze und Wiesbadener Hütte im Jahr 1912
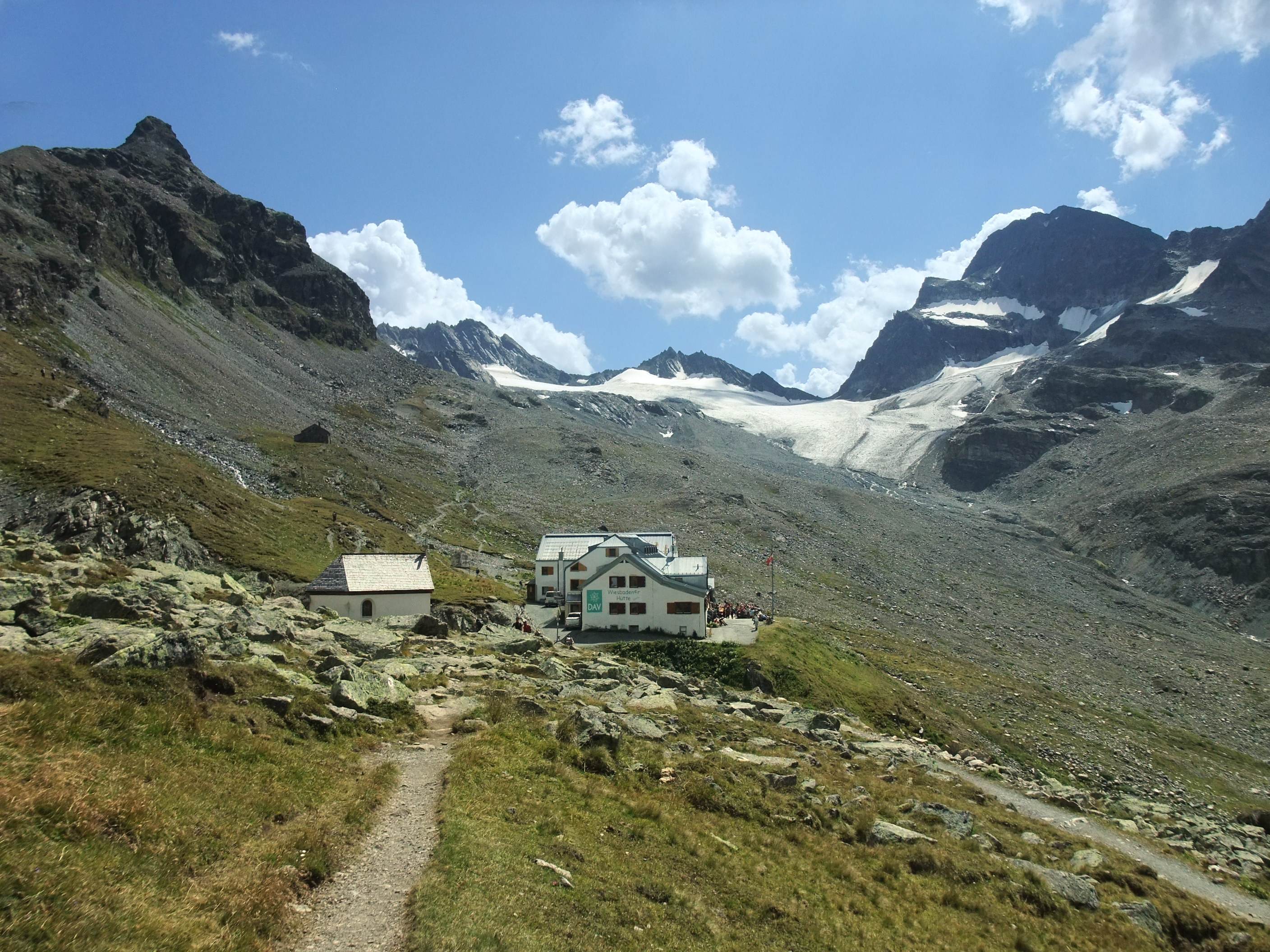
Ochsental mit südlicher Bergkette
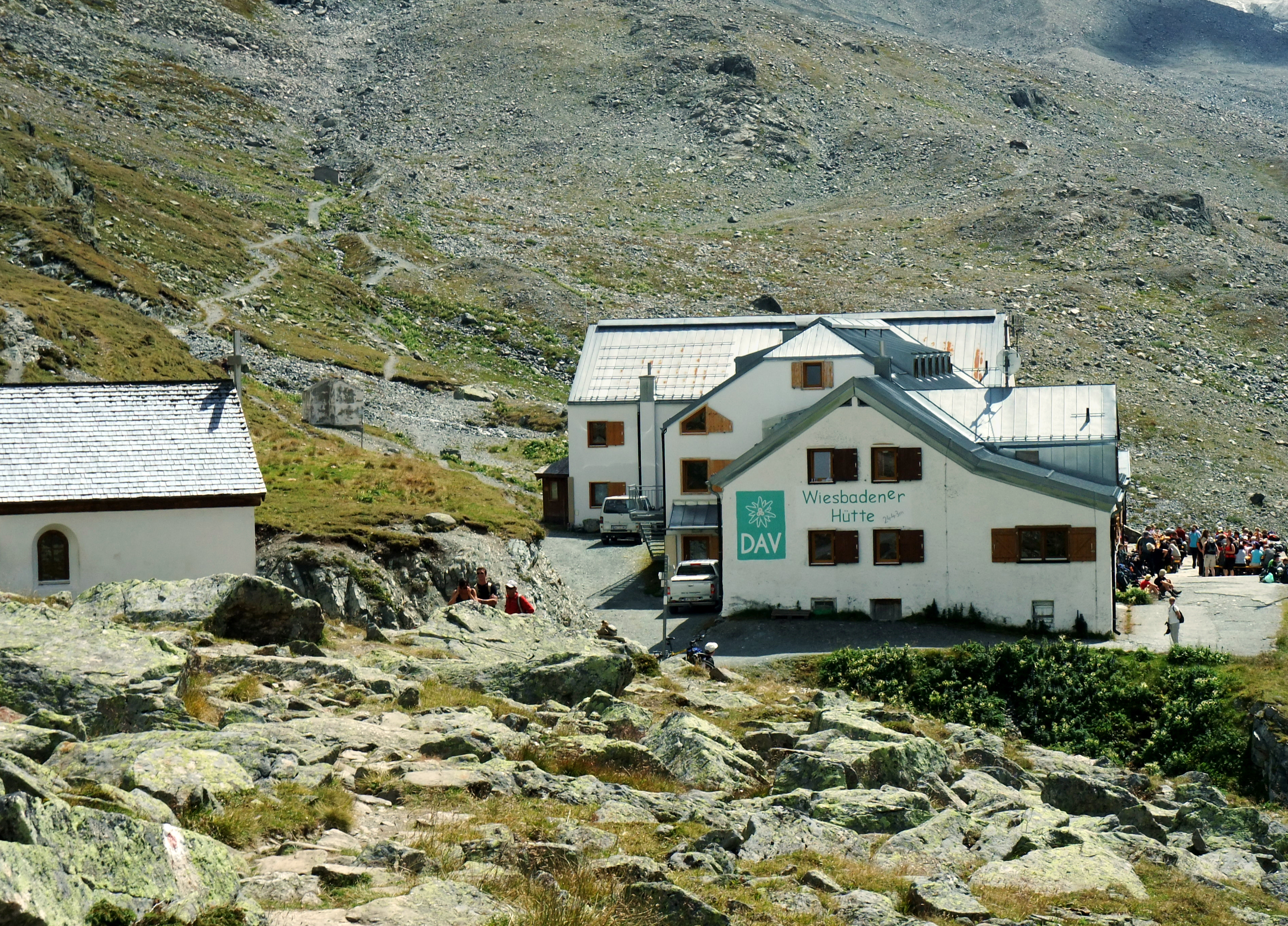
Wiesbadener Hütte mit Michaels-Kapelle
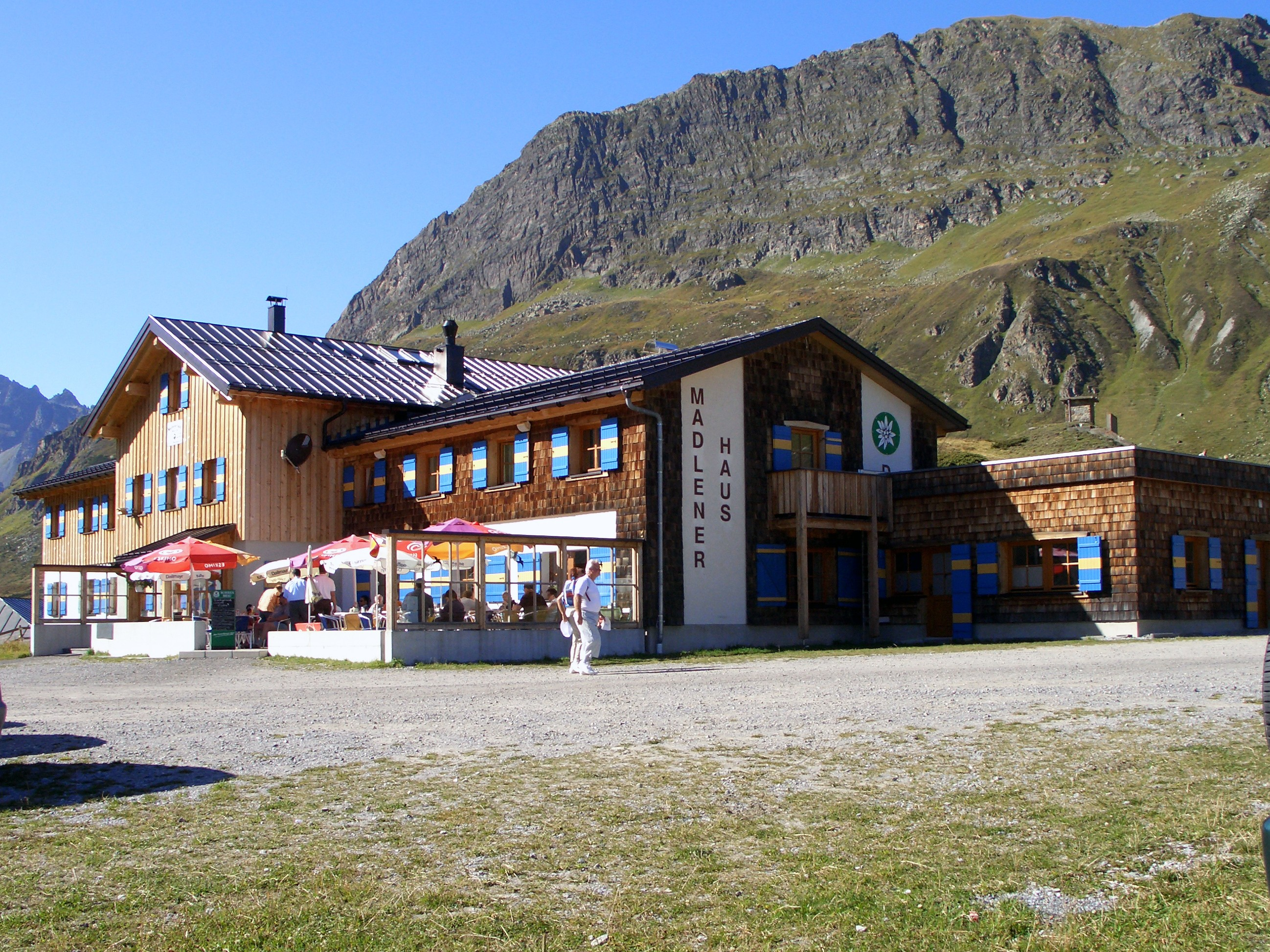
Madlenerhaus unterhalb der Bielerhöhe
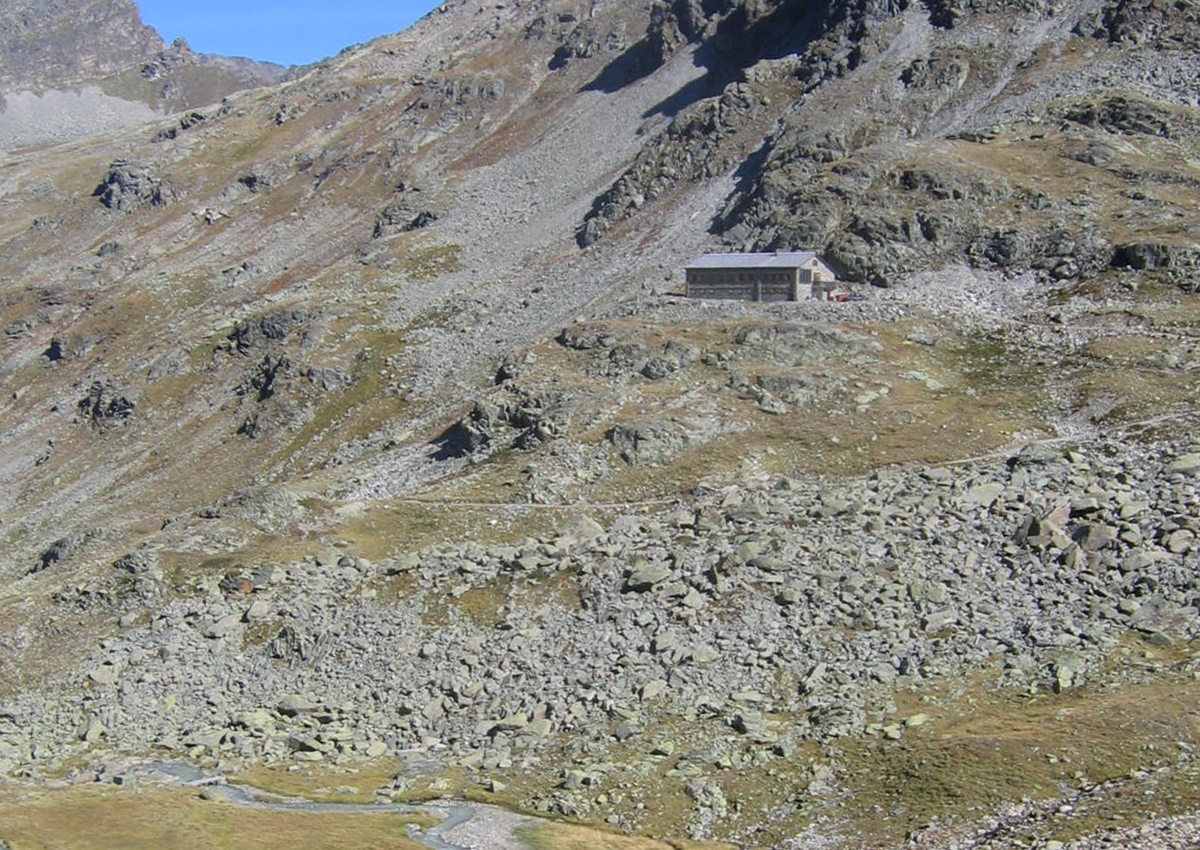
Klostertaler Umwelthütte
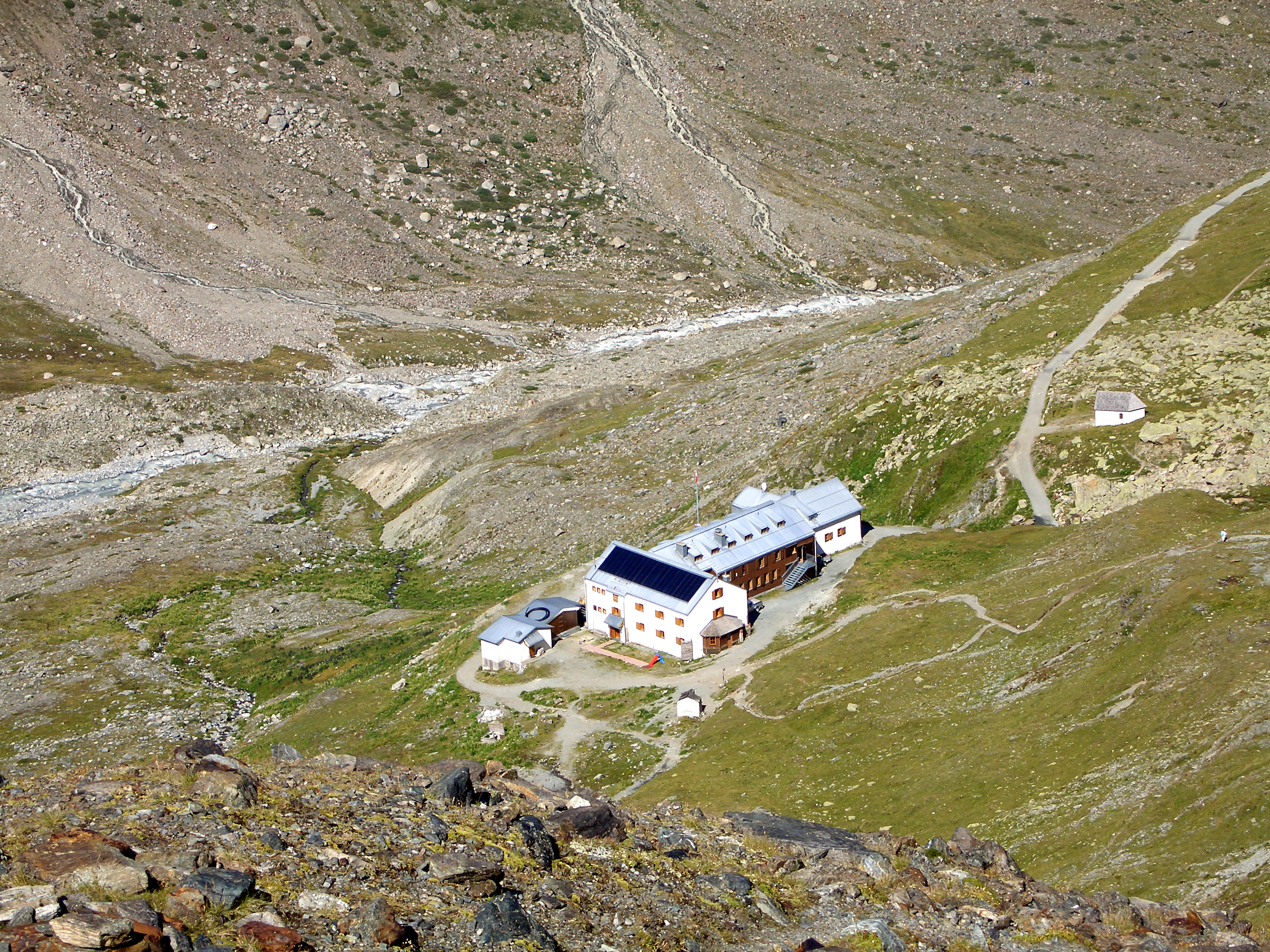
Wiesbadener Hütte vom Weg zur Tiroler Scharte

## Kletteranlage der Sektion
Eine Außen-Kletteranlage der Sektion Wiesbaden befindet sich in Taunusstein-Hahn.

## Personen
Übersicht aller Vorsitzenden und Ehrenmitglieder der Sektion seit Gründung.

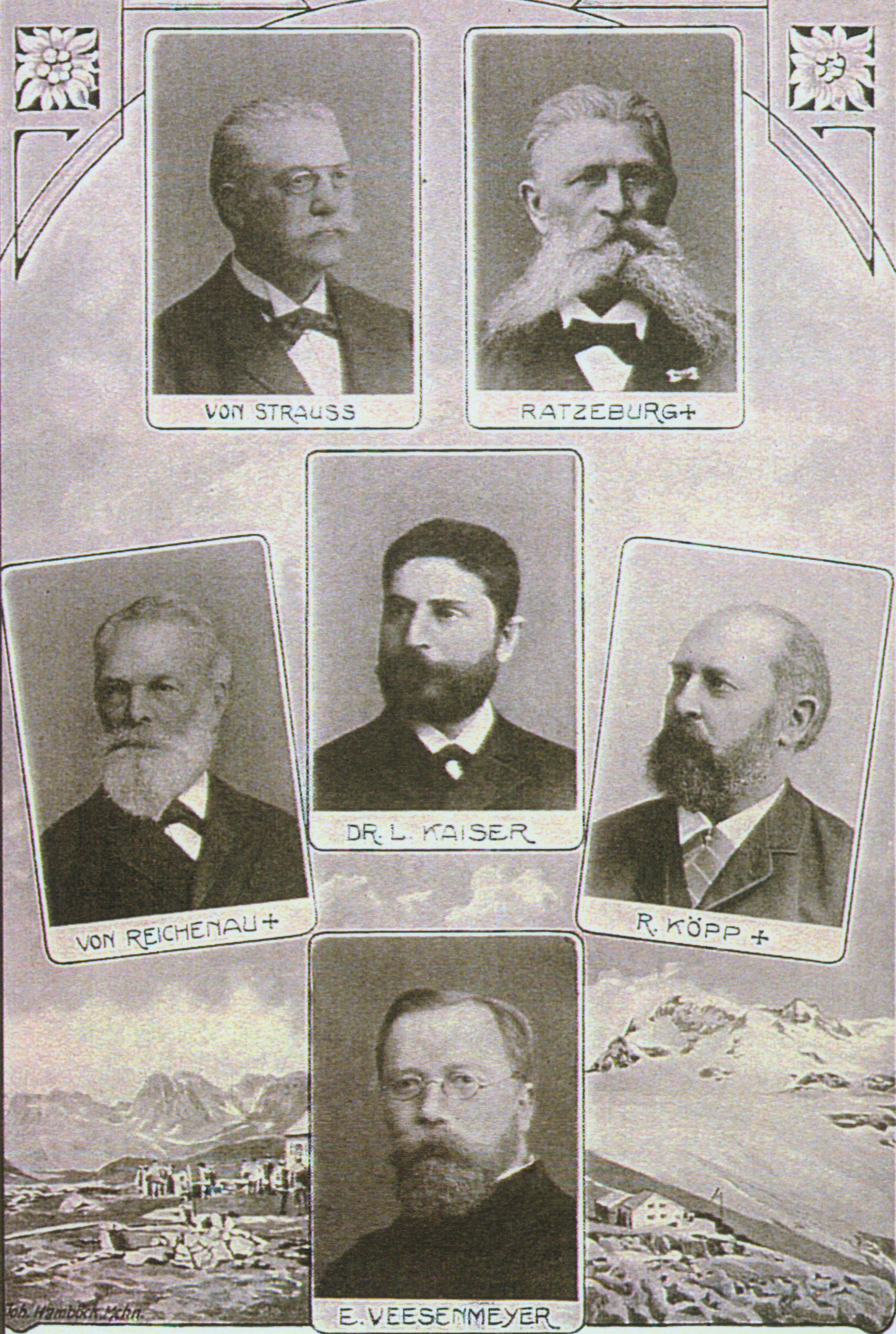
Vorsitzende bis 1924

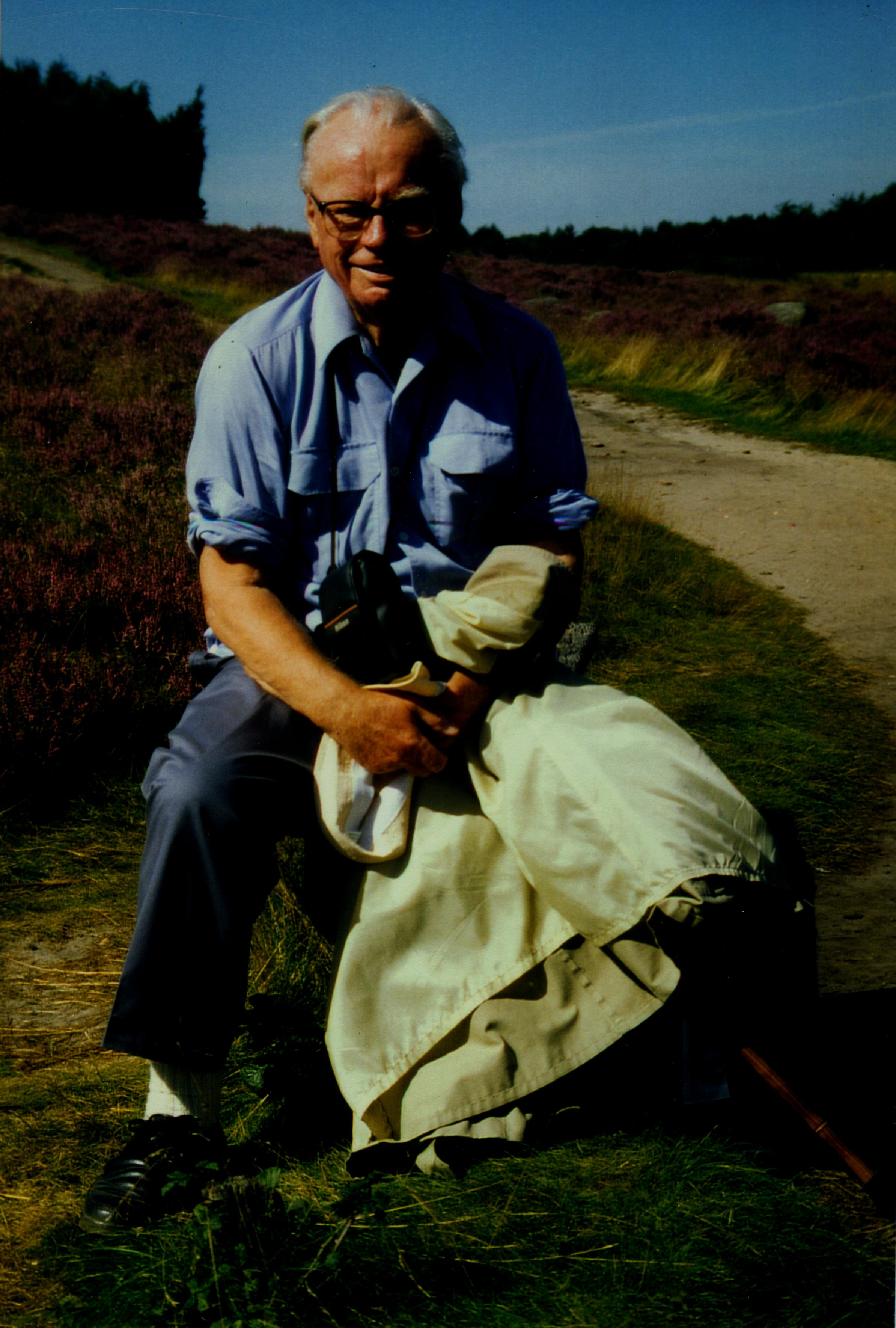
Rudolf Berndsen 1993

| Amtszeit  | Vorsitzender               |
| --------- | -------------------------- |
| 1882–1983 | Hugo von Strauß und Torney |
| 1884–1885 | Julius Ratzeburg           |
| 1886–1888 | Carl von Reichenau         |
| 1889–1890 | Rudolph Koepp              |
| 1891–1900 | Ludwig Kaiser              |
| 1901–1924 | Emil Veesenmeyer           |
| 1925–1931 | Otto Pempel                |
| 1932–1939 | August Claas               |
| 1940–1949 | Rudolf Gutmann             |
| 1950–1959 | Friedrich Heineck          |
| 1960–1964 | Otto Wehn                  |
| 1965–1975 | Rudolf Berndsen            |
| 1976–1982 | Hubert Schönhoff           |
| 1983–1993 | Bertram Rohr               |
| 1994–2012 | Michael Sauter             |
| 2012      | Franz Farnschläder         |
| 2012–     | Uwe Goerttler              |

| Ehrenvorsitzender  | Anmerkung                                          |
| ------------------ | -------------------------------------------------- |
| Emil Veesenmeyer   | 1. Vorsitzender 1901–1924                          |
| O. Neizert         | 2. Vorsitzender 1911–1929                          |
| Friedrich Heineck  | 1. Vorsitzender 1950–1959                          |
| Rudolf Berndsen    | 1. Vorsitzender 1965–1975                          |
| Michael Sauter     | im Vorstand ab 1971, 1. Vorsitzender 1994–2012     |
| Ehrenmitglied      | Anmerkung                                          |
| Ludwig Kaiser      | 1. Vorsitzender 1891–1900                          |
| L. Hoffmann        | –                                                  |
| Wilhelm Neuendorff | Hüttenwart Wiesbadener Hütte 1902–1923             |
| August Claas       | Schriftführer 1911–1932, 1. Vorsitzender 1932–1939 |
| Ludwig Heß         | Geschäftsstelle 1890–1918                          |
| Walther Flaig      | Alpinschriftsteller                                |
| Maria Hecht        | Wandergruppe                                       |
| Günther Altenhofen | Hüttenwart Wiesbadener Hütte 1983–2009             |